# Bengalia depressa
Bengalia depressa är en tvåvingeart som beskrevs av Walker 1858. Bengalia depressa ingår i släktet Bengalia och familjen spyflugor. Inga underarter finns listade i Catalogue of Life.